# Лубек (Западна Вирџинија)
Лубек (енгл. Lubeck) насељено је место без административног статуса у америчкој савезној држави Западна Вирџинија.

## Демографија
По попису из 2010. године број становника је 1.311, што је 8 (0,6%) становника више него 2000. године.
| Група             | 2000.         | 2010.         |
| Белци             | 1.283 (98,5%) | 1.273 (97,1%) |
| Афроамериканци    | 6 (0,5%)      | 0 (0,0%)      |
| Азијати           | 1 (0,1%)      | 1 (0,1%)      |
| Хиспаноамериканци | 3 (0,2%)      | 2 (0,2%)      |
| Укупно            | 1.303         | 1.311         |